# Tres Hombres
Tres Hombres är det amerikanska bluesrockbandet ZZ Tops tredje album, utgivet 1973. Det blev gruppens kommersiella genombrott och nådde åttonde plats på den amerikanska albumlistan.
En remastrad version med tre liveinspelade bonusspår gavs ut 2006.

## Låtlista
Sida ett
1. "Waitin' for the Bus" (Billy Gibbons/Dusty Hill) - 2:59
2. "Jesus Just Left Chicago" (Rube Beard/Billy Gibbons/Dusty Hill) - 3:29
3. "Beer Drinkers & Hell Raisers" (Rube Beard/Billy Gibbons/Dusty Hill) - 3:23
4. "Master of Sparks" (Billy Gibbons) - 3:33
5. "Hot, Blue and Righteous" (Billy Gibbons) - 3:14

Sida två
1. "Move Me on Down the Line" (Billy Gibbons/Dusty Hill) - 2:30
2. "Precious and Grace" (Rube Beard/Billy Gibbons/Dusty Hill) - 3:09
3. "La Grange" (Rube Beard/Billy Gibbons/Dusty Hill) - 3:51
4. "Sheik" (Billy Gibbons/Dusty Hill) - 4:04
5. "Have You Heard?" (Billy Gibbons/Dusty Hill) - 3:14
Bonusspår på 2006 års utgåva
6. "Waitin' for the Bus" (Billy Gibbons/Dusty Hill) - 2:41
7. "Jesus Just Left Chicago" (Rube Beard/Billy Gibbons/Dusty Hill) - 4:03
8. "La Grange" (Rube Beard/Billy Gibbons/Dusty Hill) - 4:44

## Medverkande
- Frank Beard - Trummor
- Billy Gibbons - Gitarr, sång
- Dusty Hill - Basgitarr, sång